# Cadell ap Brochfael
Cadell ap Brochfael roi de Powys mort en 808

## Contexte
Cadell est le fils de Brochfael ap Elisedd à qui il succède sur le trône vers 773. Les Annales Cambriae relèvent sa mort et selon la reconstitution de Phillimore l'entrée doit être datée  AD 808.  Son nom est également inscrit sur le Pilier d'Eliseg sous la forme Catell.